# Evangelische Kirche (Hergershausen)

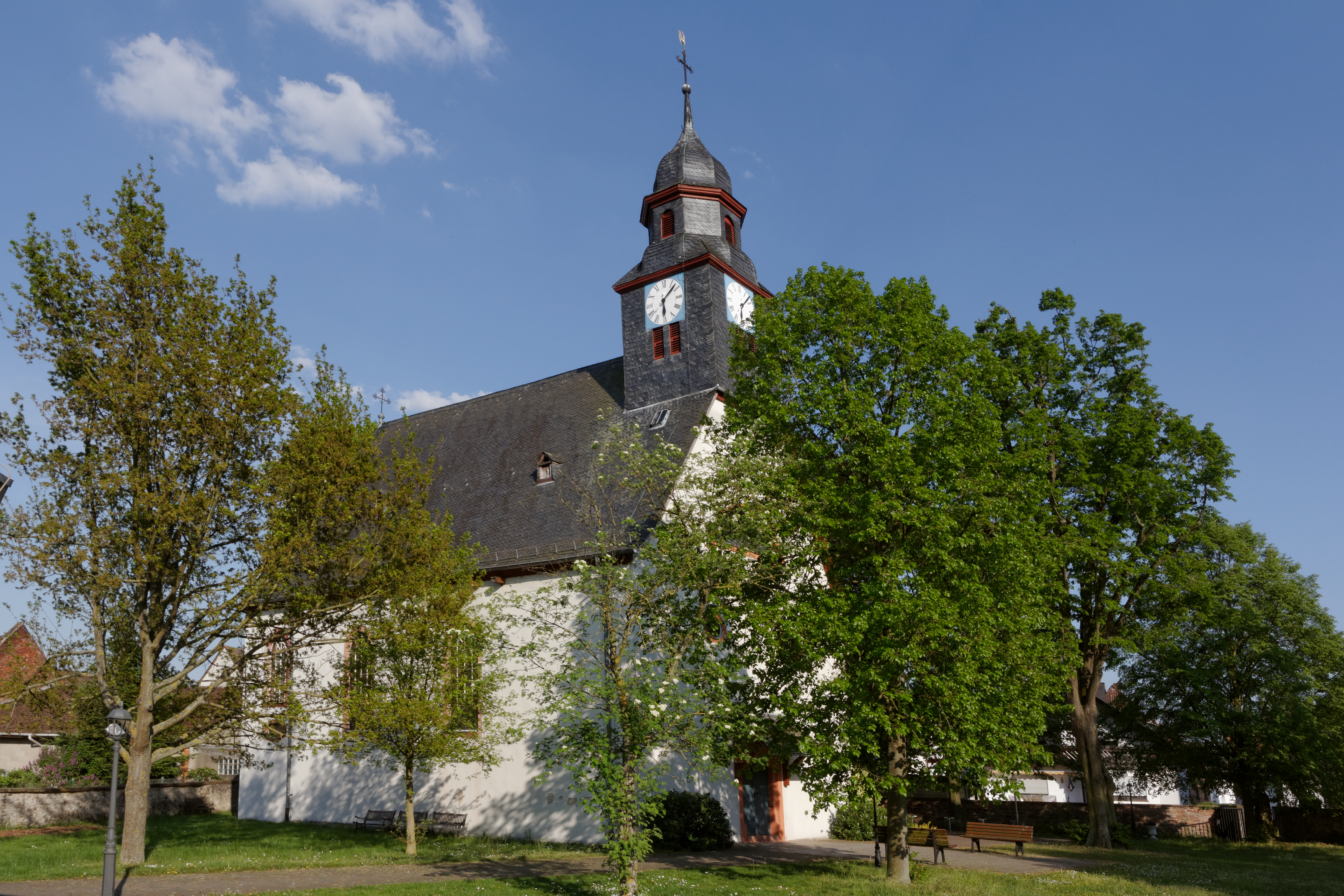
Evangelische Kirche in Hergershausen

Die Evangelische Kirche Hergershausen ist ein denkmalgeschütztes Kirchengebäude in Hergershausen, dem größten Stadtteil der Gemeinde Babenhausen im Landkreis Darmstadt-Dieburg in Hessen. Die Kirche gehört zur Gesamtkirchengemeinde Hergershausen-Sickenhofen im Dekanat Vorderer Odenwald in der Propstei Starkenburg der Evangelischen Kirche in Hessen und Nassau.

## Architektur und Ausstattung
Die schlichte barocke Saalkirche wurde 1711/1712 erbaut und am 6. September 1712 geweiht. Der Chor hat einen Fünfachtelschluss. Aus dem Satteldach des Kirchenschiffs erhebt sich über dem Giebel im Westen ein quadratischer, schiefergedeckter Dachreiter, der die Turmuhr und den Glockenstuhl beherbergt. Darauf sitzt eine glockenförmige Haube. Die ursprünglichen Kirchenglocken von 1848 wurden sowohl im Ersten wie auch im Zweiten Weltkrieg eingeschmolzen. Das jetzige Geläut hat zwei Glocken neueren Datums und eine aus einer evangelischen Kirchengemeinde in Güntersberg in Pommern.

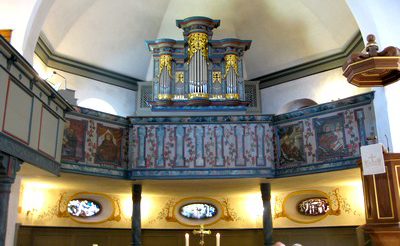
Altarraum und Orgel

Der Innenraum besteht aus zwei Emporen, einer unteren L-förmigen und einer oberen halbkreisförmigen. Er ist mit Emporenmalereien von 1756 ausgeschmückt, die im Zuge von Renovierungsarbeiten 1984/1985 wiederentdeckt und freigelegt wurden. Es handelt sich um bäuerliche Brüstungsmalereien: Ornamente aus Rosenblütenranken an den Friesen. Eine feingezeichnete Rokoko-Dekoration ist an der Südwand zu erkennen. In zarten Tönen, ocker und rot auf hellem Kalkgrund, schmücken diese Rocaillen breit ausladend die Umgebung der Fenster und ziehen sich als farbiges Band oberhalb der Bankreihen über die gesamte Wand hin.
Links neben dem Altar befindet sich das Taufbecken aus Naturstein sowie eine dem Altar zugewandte Bankreihe, auf der – wenn sie im Gottesdienst zugegen sind – die Konfirmanden Platz nehmen. Rechts und dem Altar etwas vorgelagert befindet sich eine hölzerne Kanzel. Über dem Altar befindet sich auf einer eigenen Empore die Orgel der Kirche.
Die hölzerne Orgelempore zieren die in den Innenraum zugewandten Porträts der 4 Evangelisten Matthäus, Markus, Lukas und Johannes. Die erste Orgel der Kirche, wurde 1721 von Johann Christian Dauphin gebaut. Sie hatte zunächst acht Register auf einem Manual. Das Pedal wurde 1784 ergänzt. 1912 wurde in den alten Prospekt eine Orgel von G. F. Steinmeyer & Co. mit 15 Registern, zwei Manualen und Pedal gebaut; sie wurde 1982 restauriert.